# 헤렌니우스 씨족

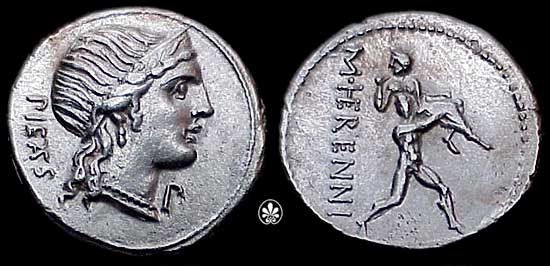
마르쿠스 헤렌니우스의 주화. 앞면은 피에타스 여신을, 뒷면은 에트나산의 분화를 피해 아버지를 모시는 암피노무스를 묘사. (Note: '카타나의 두 형제 이야기' (Pii Fratres)에서, 이들 형제들은 효도의 모범으로 여겨진다. 암피노모스는 아버지를 모시고, 아나피스는 어머니를 모셨다. 이들은 부모를 모심으로 인해 용암이 이들을 집어삼킬 것처럼 보였음에도 부모를 져버리는 것을 거부하였는데, 기적적으로 용암이 갈라져 이들은 살 수가 있었다. 이들을 담은 많은 주화들이 존재한다.)

헤렌니우스 씨족 (gens Herennia)은 고대 로마의 플레브스 가문이다. 헤렌니우스 씨족의 인물들은 삼니움 전쟁 기간 이탈리아 귀족들 중 하나로 처음 언급되었고, 이들은 기원전 93년 시작 시기 로마 집정관 목록에 등장하였다. 제정 시기 이들은 다수의 속주 주요 직위 및 군 지휘권을 가졌었다. 황후 헤렌니아 에트루스킬라가 이 '겐스' (씨족)의 후손이다.
헤렌니우스 씨족의 방대한 상업에 대한 관심은 일부 작가들을 통해 확인되며, 이들 작가들은 시칠리아와 아프리카 무역, 특히나 아프리카의 짧은 해안가에서만 자라며 인위적인 재배가 불가능하던 고대 시대에 대단한 가치를 지닌 약용식물인 실피움을 사고 파는 데 개입을 하는 등 개입을 했다고 묘사하였다. 헤렌니우스 씨족의 무역에 대한 관심은 '시쿨루스' (Siculus, 시칠리아의)라는 이명 (異名), 렙티스 마그나에서 '헤렌니우스'라는 이름의 상인의 취락, 로마시 내 헤르쿨레스 신전 건설에 관한 전설, 앞면에는 피에타스 여신과 뒷면에는 노령의 부모를 모시고 아이트나산의 분화에서 탈출한 카타나의 두 형제에 관한 전설의 언급이라고 할 수 있는, 아버지를 모시는 암피노무스를 표현한 것이 새겨진 씨족의 주화 등에서 확인된다.

## 기원
헤렌니우스 씨족은 본래 캄파니아 지역의 삼니움족 출신이었으나, 삼니움 전쟁 이후 로마 정부에 흡수되었다. 헤렌니우스 (Herennius)라는 노멘은 아버지의 이름에서 비롯한 이명이었을 것으로 보이며, '헤렌니우스'는 오스크어의 프라이노멘이었다. 마리우스 씨족이 헤렌니우스 씨의 세습적 클리엔테스이었다. 리비우스는 헤렌니우스 씨족 중 한 명이 캄파니아의 놀라 지역 원로원의 유력 인물 중 하나였고, 헤렌니우스 씨족 중 다수가 캄파니아 지역에 잔류해 있었다고 하였으며 마르쿠스 헤렌니우스 같은 경우 기원전 63년경 폼페이의 데쿠리온이었다. 헤렌니우스 씨족은 모계명, 그리고 이따금은 배우자 (gamonymic) 쪽의 이명을 쓰면서 사벨리인 관습을 보전하였으며, 이러한 이름 구성 방식은 상당히 다양할 수 있었다. 리비우스는 기원전 186년 로마 지역의 바카날리아에서 발견된 공황 사태와 관련하여 이러한 관습의 사례를 하나 기록하는데 미니우스 케리니우스 (Minius Cerrinius)는 케리니우스와 미니아 파쿨라의 아들로  헤렌니아와 혼인한 뒤에 그는 헤렌니우스 케리니우스가 되었다. 헤렌니우스 에트루스쿠스 메시우스 데키우스 (Etruscus Messius Decius)는 데키우스 황제와 헤렌니아 에트루스킬라의 아들이다.

## 프라이노미나
공화정 시기의 헤렌이우스 씨족은 가이우스, 마르쿠스, 루키우스 등의 프라이노멘 등을 선호했는데, 이 세 개는 로마 역사상 가장 흔한 이름들이었다. 최소한 한번 이라도 쓰인 프라이노멘은 티투스로, 이 또한 가장 흔한 프라이노멘에 속했다.

## 분가와 코그노미나
로마 공화정 시기, 헤렌니우스 씨족에게 발견된 코그노미나에는 발부스 (Balbus), 바수스 (Bassus), 케리니우스 (Cerrinius), 폰티우스 (Pontius), 시쿨루스 (Siculus) 등이 있다. 제정 시기에는 다른 코그노멘들도 있었다.  발부스와 바수스가 흔한 코그노멘으로, 전자는 본래 말 더듬이를 가리켰고, 후자는 통통한 자를 나타내었다. 케리니우스와 폰티우스는 삼니움족의 노미나이었으며, 후자는 아마 라틴어 코그노멘인 퀸크티우스 (Quinctius)와 동계어일 것이다.  시쿨루스는 시칠리아 거주자를 가리키며, 시칠리아는 헤렌니우스 씨족의 일부가 무역으로 종사하던 곳이었다. 기원전 34년의 집정관에게 붙여진 피켄스 (Picens)라는 코그노멘이 맞다고 한다면, 헤렌니우스 씨족의 분가가 피케눔에 정착했을 것을 암시한다.

## 구성원

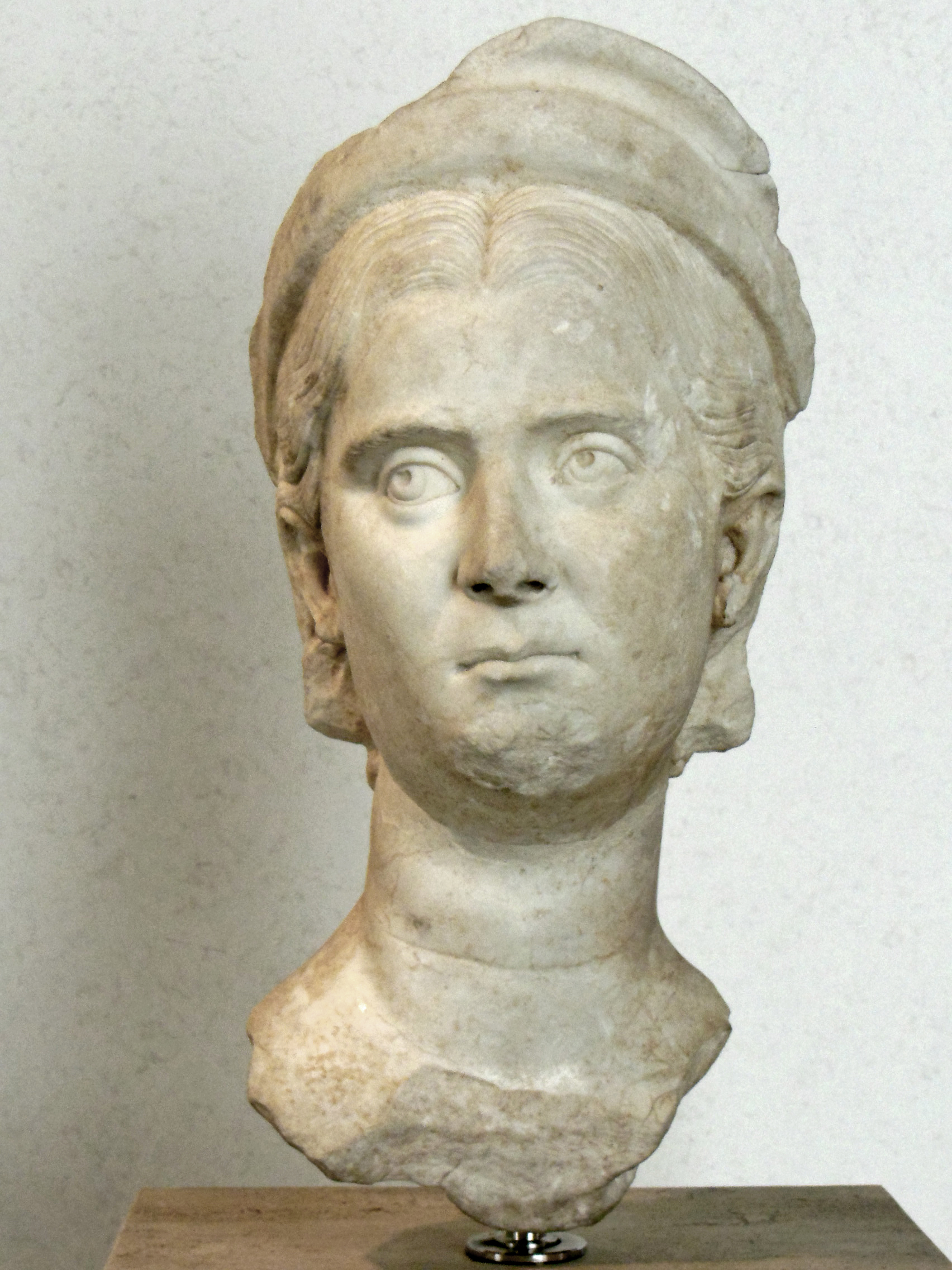
로마시 마시모 궁전의 국립 로마 박물관의 헤렌니아 에르투스킬라 황후의 흉상.

- 가이우스 헤렌니우스 - 일부 사료에 따르면 그는 기원전 18년 플라켄티아 식민지의 토지 배분을 맡았던 감독관 중 한 명이었다. 그와 그의 동료들은 보이족들의 반란이 일어나자 무티나로 피신할 수밖에 없었고, 폴리비우스에 따르면 이들은 갈리아족들에게 붙잡혔다고 한다.[25][26][27]
- 헤렌니우스 바수스 - 제2차 포에니 전쟁 기간인 기원 215년 놀라의 주요 인사 중 한 명이었다. 로마 측의 가담을 멈추라고 강요하는 한니발의 사절단에 답하며, 바수스는 놀라는 로마 측과의 동맹에 만족하며 편 바꾸기를 바라지 않는다고 하였다.[28]
- 헤렌니우스 케리누스[e] - 기원전 186년 로마에서 열린 바카날리아를 주관했던 성직자로, 어머니인 미니아 파쿨라를 통해 이 의식을 시작했었다. 의식에 대한 노출 및 참가자들의 부도덕한 행동에 대한 악소문 등은 로마에 광범위한 충격을 야기하였고, 이들은 잔혹하게 탄압당하였는데 이 과정에서 케리누스가 사망했을 것으로 보인다.[29]
- 마르쿠스 옥타비우스 헤렌니우스 - 전설에 따르면 한 플루트 연주자가 성공적인 무역가 되었다고 한다. 그는 그가 얻은 것의 10분의 1을 헤르쿨레스에게 바쳤고, 해적들의 공격해서 무사히 피하게되자, 헤르쿨레스가 꿈을 통해 그에게 나타나 헤렌니우스에게 힘을 부여했다고 말한다. 감사함의 마음으로, 헤렌니우스는 포르타 티게미나 인근 아벤티노 언덕의 아래에 헤르쿨레스를 위한 전당을 세웠다.[11][12]
- 헤렌니우스 시쿨루스 - 장복관이자 가이우스 셈프로니우스 그라쿠스의 친우 중 한 명으로, 그라쿠스와의 관계로 인해 체포됐었다.  툴리아눔에서 수감되는 불명예를 안을 것을 우려하여, 문설주에 머리를 내리치고, 그는 그렇게 삶을 마감했다.[30]
- 가이우스 헤렌니우스 - 가이우스 마리우스의 후원자이었던 자로, 마리우스를 뇌물 수수 혐의로 고발하기 위해 소환됐었다. 헤렌니우스는 본인의 클리엔테스에게 해를 입히는 것이 불법일 수도 있다는 근거로 이 소환을 거부했다. 그는 아르피눔 인근에서 살았던 것으로 추정한다.[17]
- 마르쿠스 헤렌니우스 - 미천한 출신 및 뛰어나지 않은 웅변 기술에도 불구하고 저명한 웅변가 루키우스 마르키우스 필리푸스를 경쟁 상대로 하여 집정관으로 선출되었다. 값비싼 의학용 허브인 실피움의 생산량이 그의 임기 동안 절정에 다다랐는데, 아마 헤렌니우스 씨의 무역 관계 때문인 것으로 보인다.[31][32][33][8]
- 가이우스 헤렌니우스 - 기원전 80년 호민관]으로, 그나이우스 폼페이우스를 아프리카에서 복귀시키자는 술라의 제안을 반대했었다. 그는 히스파니아에서 세르토리우스 휘하로 있던 레가투스였던 헤렌니우스와 같은 사람으로 추정하며 발렌티아 인근에서 폼페이우스에게 패하고 전사했다. 그는 기원전 69년 이전에 횡령 혐의를 받았던 가이우스 헤렌니우스 원로원 의원과 동일인으로 추정한다.[34][35][36][37]
- 티투스 헤렌니우스 - 렙티스 마그나의 은행가로, 시라쿠사의 100명 이상의 사람들이 증언을 한 그의 좋은 성품과 결백에도 불구하고, 가이우스 베레스는 법무관 기간 그에게 사형을 구했다.[38]
- 가이우스 헤렌니우스 - 키케로가 저술한 것으로 알려진 수사학 논문의 수신인이며, 같은 이름을 지닌 다음 사람과 동일인으로 추정되지는 않는다.[39]
- 마르쿠스 헤렌니우스 - 기원전 63년 폼페이의 데쿠리온으로, 구름 하나 없는 날에 벼락을 맞고 사망했다. 점복에 따르면, 이는 비범한 것으로 여겨지고, 후대에서는 카틸리나의 모반에 대한 전조로 여겨졌다.[40]
- 섹스투스 헤렌니우스 - 트리부누스의 아버지.
- 가이우스 헤렌니우스 (Gaius Herennius Sex. f.) - 기원전 59년 호민관으로, 푸블리우스 클로디우스 풀케르가 호민관의 권력을 얻기 위해 불법적으로 플레브스 씨족으로 입양되려고 할 때 그에게 상당한 지원을 해주었다.[41]
- 루키우스 헤렌니우스 발부스 - 루키우스 셈프로니우스 아트라티누스를 도와 기원전 56년에 마르쿠스 카일리우스 루푸스를 폭력 혐의로 고소했다. 이 세 명과 모두 친우 관계이던 키케로는 그의 연설문 '카일리우스 변호'에서 카일리우스를 성공적으로 변호하였는데, 이 연선물에서 그는 헤렌니우스와 셈프로니우스가 카일리우스의 옛 연인이자 키케로의 정적인 푸블리우스 클로디우스 풀케르[f]의 자매인 클로디아에게 이용당하고 있다고 주장했다.
- 루키우스 헤렌니우스 발부스 - 키케로의 친우였던 자와 동일 인물로 보이며, 티투스 안니우스 밀로와 그의 아내인 파우스타의 소유였던 노예들이 푸블리우스 클라우디우스 풀케르의 사망에 관한 단서를 얻기 위해 고문당했다고 따졌었다.[42][43]
- 헤렌니우스 갈루스 - 가데스에서 배우로 활동했던 자로, 루키우스 코르넬리우스 발부스가 그에게 황금 반지를 건내고 기사 계급에게 한정된 극장의 좌석에 그를 앉히는 등 기사 계급으로 신분 상승해주었다.[44]
- 헤렌니우스 - 낭비하는 습관으로 인해 아우구스투스에 의해 군대에서 쫒겨난 젊은이이다. 마크로비우스는 이 둘 사이의 대화에 대한 일화 두 가지를 소개한다.[g]
- 마르쿠스 헤렌니우스 - 기원전 34년 집정관의 아버지.
- 마르쿠스 헤렌니우스 M. f. 피켄스 - 기원전 34년 11월과 12월 당시 보좌 집정관.[24]
- 마르쿠스 헤렌니우스 M. f. M. n. 피켄스 - 서기 1년 보좌 집정관
- 헤렌니우스 카피토 - 티베리우스 시기 얌니아의 프로쿠라토르로, 제국의 금고에 빚을 져 헤로데 아그리파를 체포하였는데, 그가 탈출을 하자 이에 대하여 보고를 했다.
- 헤렌니우스 세네키오 - 고향인 히스파니아 바이티카의 재무관으로, 재무관을 마친 뒤 아무런 공직을 맡으려 하지 않는 점과 베스파시아누스에게 사형에 처한 헬비디우스 프리스쿠스의 전기를 집필했다는 사유로 메티우스 카루스에게 고발되었다. 이 명백하게 분명하지 않은 사유로, 도미티아누스 황제는 헤렌니우스를 처형하였다.[46][47][48]
- 헤렌니우스 폴리오 - 소 플리니우스 시기 연설가로, 서기 85년에 집정관을 지낸 푸블리우스나 마르쿠스와 동일 인물로 추정.[49]
- 푸블리우스 헤렌니우스 폴리오 - 서기 85년 7월과 8월에 아들인 마르쿠스와 함께 보좌 집정관으로 재임.[50][51]
- 마르쿠스 안니우스 헤렌니우스 P. f. 폴리오 -  서기 85년 7월과 8월에 아버지인 푸블리우스와 함께 보좌 집정관으로 재임.[50]
- 헤렌니우스 세베루스- 소 플리니우스의 친우로, 플리니우스는 그에 대해 '가장 학식있는 자'라고 묘사했다.[52]
- 루키우스 헤렌니우스 사투르니누스 - 서기 100년 보좌 집정관.
- 마르쿠스 헤렌니우스 폴리오 - 서기 103년 이전 보좌 집정관.[53]
- 헤렌니우스 세베루스 - 118년과 138년 사이 눈디니움 기간 보좌 집정관.
- 가이우스 헤렌니우스 카펠라 - 서기 119년 보좌 집정관.[54]
- 마르쿠스 헤렌니우스 파우스투스 - 서기 121년 보좌 집정관.
- 마르쿠스 헤렌니우스 세쿤두스 - 서기 183년 보좌 집정관.
- 헤렌니우스 모데스티누스 - 서기 3세기의 유명한 법학자로, 그는 울피아누스의 제자였으며, 고전 시기 로마법에 있어 대법학자 중 한 명으로 여겨진다.[55]
- 헤렌니아 쿠프레센니아 에트루스킬라 - 데키우스 황제의 배우자로, 서기 249년부터 251년까지 로마 황후였다. 그녀는 역사가들에게 언급되지는 않았으나 그녀의 이름과 용모가 새겨진 주화 및 금석문을 통해 알려졌다.[56][57][58]
- 퀸투스 헤렌니우스 에트루스쿠스 메시우스 데키우스 - 데키우스 황제의 아들로, 서기 251년에 집정관으로 임명되었으며, 이후에 아버지와 함께 황제가 되면서 아우구스투스 직위에 올랐다. 이 두 부자는 251년이 지나기 전 트라키아에서 고트족에 맞서다가 전사했다.[59][60]

## 참조
1. ↑  '카타나의 두 형제 이야기' (Pii Fratres)에서, 이들 형제들은 효도의 모범으로 여겨진다. 암피노모스는 아버지를 모시고, 아나피스는 어머니를 모셨다. 이들은 부모를 모심으로 인해 용암이 이들을 집어삼킬 것처럼 보였음에도 부모를 져버리는 것을 거부하였는데, 기적적으로 용암이 갈라져 이들은 살 수가 있었다.[1]  이들을 담은 많은 주화들이 존재한다.[2]
2. ↑  밝혀지지 않은 이유 때문에, 실피움은 네로 재위 무렵에 사라지는데, 호기심으로 마지막 남은 실피움 줄기를 그가 진상 받았다고 전해진다. 실피움이 사라진 이유에는 아마 과도한 채취와 이를 동물 먹이로 먹인 일시적인 유행 등을 포함한다. 키레네의 다수 주화에서 묘사되었을 뿐 실피움의 정체는 충분하게 밝혀진 적이 없으며, 멸종된 것으로 추정되는, '아위속'의 분류일 것으로 보통 여겨지지만, 현존하는 종인 '페룰라 팅기타나'와 같은 종일 수도 있다. 앞서 언급한 식물들은 실피움의 외관과 유사하며, 실피움이 갖고 있다고 여겨지는 약 효과를 어느 정도 갖고 있다.
3. ↑  남편의 인명에서 비롯했으며, 전형적인 에트루리아어 명명법이다)[19]
4. ↑  리비우스는 그녀를 파쿨라 안니아 (Paculla Annia)라고 칭했다.
5. ↑  본명은 미니우스 케리누스로, 헤렌니아와 혼인함으로써 배우자의 성씨를 따 '헤렌니우스'라는 노멘을 취했다.
6. ↑  셈프로니우스는 카일리우스를 고발하도록 쉽게 설득되었는데, 카일리우스는 과거에 셈프로니우스의 생물학적 아버지인 루키우스 칼푸르니우스 베스티아를 매수 (ambitus) 혐의로 고발했었다. 한편 클로디아는 전통적으로 카툴루스의 연인인 레스비아와 동일 인물로 여겨지며, 그녀의 특징은 키케로가 '카일리우스 변호 연설' (Pro Caelio)에서 묘사한 클로디아의 모습과 어느 정도 일치한다.
7. ↑  "명령이 떨어졌을 때, [헤렌니우스는] 물었다, "제가 집에 어떻게 갈 수 있겠습니까? 아버지께 뭐라고 말해야 하니까?" "그에게 전하라," 아우구스투스는 이렇게 답하며 "자네가 '나를' 좋아하지 않았다고." 헤렌니우스는 이마에 돌을 맞아 상처를 입었고, 그것을 명예로운 상처라며 자랑했다. 하지만 아우구스투스는 그에게 이렇게 조언했다 "헤렌니우스여, 다음에는 뒤도 돌아보지 말고 도망가거라"[45]

## 참고 문헌
- Polybius, Historiae.

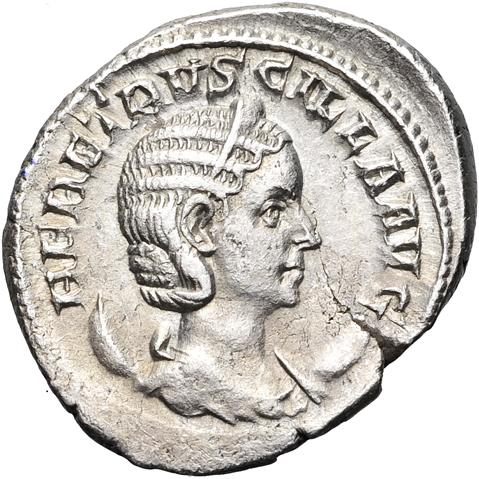
헤렌니아 에트루스킬라 황후의 은제 안토니니아누스.

- Marcus Tullius Cicero, Brutus, Epistulae ad Atticum, In Verrem, Pro Murena, Rhetorica ad Herennium (attributed), Pro Caelio, Epistulae ad Familiares.
- Gaius Sallustius Crispus (Sallust), Historiae.
- Titus Livius (Livy), History of Rome.
- Dionysius of Halicarnassus, Romaike Archaiologia (Roman Antiquities).
- Valerius Maximus, Factorum ac Dictorum Memorabilium (Memorable Facts and Sayings).
- Quintus Asconius Pedianus, Commentarius in Oratio Ciceronis Pro Milone (Commentary on Cicero's Oration Pro Milone).
- Gaius Plinius Secundus (Pliny the Elder), Naturalis Historia (Natural History).
- Gaius Plinius Caecilius Secundus (Pliny the Younger), Epistulae.
- Appianus Alexandrinus (Appian), Bellum Samniticum (History of the Samnite Wars).
- Lucius Mestrius Plutarchus (Plutarch), Lives of the Noble Greeks and Romans.
- Flavius Josephus, Antiquitates Judaicae (Antiquities of the Jews).
- Publius Cornelius Tacitus, Historiae, De Vita et Moribus Iulii Agricolae (On the Life and Mores of Julius Agricola).
- Lucius Cassius Dio Cocceianus (Cassius Dio), Roman History.
- Julius Obsequens, Liber de Prodigiis (The Book of Prodigies).
- Sextus Aurelius Victor, De Caesaribus (On the Caesars), Epitome de Caesaribus (Extracts of On the Caesars, attributed).
- Servius, Ad Virgilii Aeneidem commentarii (Commentary on Vergil's Aeneid).
- Claudius Claudianus (Claudian), Carmina Minora (Lesser Poems).
- Ambrosius Theodosius Macrobius, Saturnalia.
- Joannes Zonaras, Epitome Historiarum (Extracts of History).
- Ludovico Antonio Muratori, Novus Thesaurus Veterum Inscriptionum (New Treasury of Ancient Inscriptions), Milan (1739-42).
- Francesco Scipione, Marchese di Maffei, Museum Veronense, hoc est, Antiquarum Inscriptionum atque Anaglyphorum Collectio (Museum of Verona, or a Collection of Antique Inscriptions and Reliefs).
- Joseph Hilarius Eckhel, Doctrina Numorum Veterum (The Study of Ancient Coins).
- Dictionary of Greek and Roman Biography and Mythology, William Smith, ed., Little, Brown and Company, Boston (1849).
- George Davis Chase, "The Origin of Roman Praenomina", in Harvard Studies in Classical Philology, vol. VIII (1897).
- T. Robert S. Broughton, The Magistrates of the Roman Republic, American Philological Association (1952–1986).
- E. Mary Smallwood, Documents Illustrating the Principates of Nerva, Trajan, and Hadrian, Cambridge University Press (1966).
- Paul A. Gallivan, "The Fasti for A.D. 70–96", in Classical Quarterly, vol. 31, pp. 186–220 (1981).
- Olli Salomies, Adoptive and Polyonymous Nomenclature in the Roman Empire, Societas Scientiarum Fennica, Helsinki (1992).
- John C. Traupman, The New College Latin & English Dictionary (Bantam, 1995).
- Werner Eck and Andreas Pangerl, "Neue Diplome mit den Namen von Konsuln und Statthaltern," in Zeitschrift für Papyrologie und Epigraphik, vol. 187 (2013).